# Stade Osborne
Le stade Osborne (en anglais, Osborne Stadium) était un stade multi-fonction situé dans la ville de Winnipeg au Canada. Il était utilisé pour le football canadien, le soccer, le baseball et le softball. Il a été le domicile des Blue Bombers de Winnipeg (football canadien), depuis 1933 jusqu'à leur déménagement en 1953 au stade de Winnipeg. Lors de son inauguration en mai 1932, il disposait d'estrades pouvant accueillir 4 200 spectateurs. Le stade était la propriété d'une compagnie privée. la Stadium Company, présidée par C. H. McFayden. En 1935, un terrain de baseball a été aménagé dans l'angle nord-est du stade, et des estrades supplémentaires portant la capacité du stade à 5 000 spectateurs pour le baseball ont été construites. 
Les dimensions du stade étaient inférieures à la norme pour le football canadien. En particulier, les zones des buts n'avaient que 10 pieds (3,05 m) à 15 pieds (4,57 m) de profondeur, comparé à la norme actuelle de 20 yards (18,29 m).

## Autres utilisations
Le stade Osborne était aussi conçu pour le baseball et le softball, et a aussi accueilli des matchs de crosse et de la boxe. 

## Fermeture et démolition
Les Blue Bombers ont déménagé dans leur nouveau stade après la saison 1952. Fermé le 31 mai 1955, le stade Osborne a été démoli vers 1956. Sur son emplacement s'élève maintenant le siège social de la compagnie d'assurances Great-West. Annoncé en juin 1956, l'édifice était terminé en septembre 1958.